# أورين بيكون
أورين بيكون هو سياسي أمريكي، ولد في 4 أكتوبر 1820، وتوفي في 17 نوفمبر 1893. نشط حزبياً في الحزب الجمهوري. وقد انتخب عضو جمعية ولاية ويسكونسن ‏.